# Phil Gordon (Politiker)

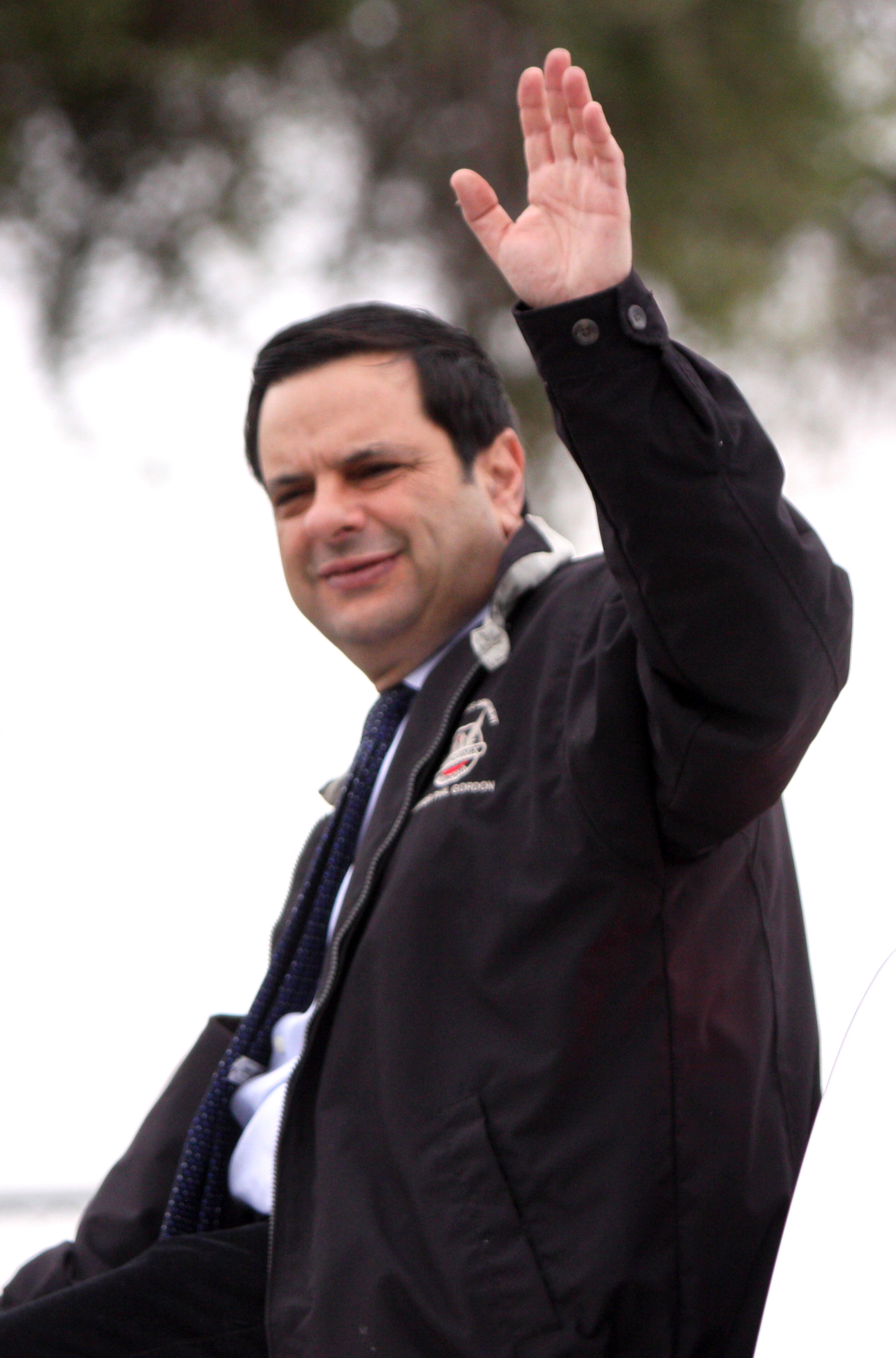
Phil Gordon (2011)

Phil Gordon (* 18. April 1951 in Chicago) ist ein US-amerikanischer Politiker (Demokraten). Er war von 2004 bis 2012 der 58. Bürgermeister von Phoenix und in dieser Funktion der erste jüdischen Glaubens.

## Leben
Phil Gordon wurde 1951 in Chicago als das älteste der drei Kinder von Sid und Judy Gordon geboren. Ein Großvater war ein litauischer Immigrant jüdischen Glaubens. Mitte der 1960er Jahre zog die Familie nach Phoenix, wo er die Highschool besuchte. Nach dem Abschluss des Bachelor in Erziehungswissenschaft an der Arizona State University blieb er an dieser Bildungseinrichtung und studierte dort Rechtswissenschaften, was er cum laude abschloss.
Nach verschiedenen Tätigkeiten – darunter Lehrer und einer Selbstständigkeit – wurde er 1996 Büroleiter des damals amtierenden Bürgermeisters von Phoenix. 1997 und 2000 wurde er dann in den Phoenix City Council gewählt.

## Politik
Er gewann am 9. September 2003 die Wahl zum Bürgermeister von Phoenix gegen den Republikaner Randy Pullen mit knapp 72 % der Stimmen und wurde am 2. Januar 2004 vereidigt. Seine drei Prioritäten für die Stadt waren: Öffentliche Sicherheit, Ausbildung und Jobs – drei Dinge, die er als „verflochten“ beschreibt, weil Ausbildung zu Jobs führt und Jobs von Verbrechen abhalten. Seine Wiederwahl als Bürgermeister von Arizona erfolgte 2008 mit knapp 80 %. Signifikante Unterstützung erfuhr er dabei vor allem von Unternehmern und aus der Immobilienbranche.
Bezüglich der vergleichsweise radikalen Maßnahmen von Sheriff Joe Arpaio stellte sich Gordon als Bürgermeister der Millionenstadt Phoenix, die zum Maricopa County und damit zum Einflussgebiet des Sheriffs gehört, trotz dessen Popularität gegen diesen. In der Folge wurde Gordon beispielsweise aus der jüdischen Gemeinschaft einerseits für diesen Mut gelobt, da er sich als einziger hochrangiger Politiker aktiv gegen Arpaios Maßnahmenbündel (darunter rosa Unterwäsche für Gefangene und verschimmelte Sandwiches als Essen) aussprach. Andererseits erfuhr Gordon auch Kritik aus der jüdischen Gemeinschaft: Er solle nicht die gesetzeskonformen Maßnahmen unterminieren und auch keine FBI-Untersuchungen anstoßen. Aus diesem Grund zog Gordon ein gemischtes Zwischenfazit: „Sicherlich ist es aus politischer Sicht nicht das Klügste, sich gegen den Sheriff zu stellen, aber aus ethischer und moralischer Sicht war das Richtige“ (englisch „Certainly standing up to the sheriff isn’t the wisest thing to do politically, but it was the right thing to do ethically and morally“). Arpaio beschwerte sich zudem, dass Gordon seine Vorwürfe auf Zeitungsartikeln baue und einer direkten Konfrontation mit ihm aus dem Weg gehe. Im Jahr 2015 berichtete Gordon dann erstmals davon, dass im Rahmen der Kontroverse falsche Anschuldigungen von Kindesmissbrauch im Raum standen.
Obwohl er selbst zur Demokratischen Partei gehört, sprach er sich bei den Primaries der Republikanischen Partei 2008 für John McCain aus. Bei der Präsidentenwahl selbst positionierte er sich hingegen neutral.
Als der damals amtierende US-Präsident George Bush 2008 anlässlich des 60. Jahrestages der Staatsgründung Israels in den Nahen Osten reiste, wurde Phil Gordon als Mitglied der Delegation ausgewählt und nahm auch an der Reise teil.
Im Jahr 2017 überlegte Gordon zwischenzeitlich, sich noch einmal um das Amt des Bürgermeisters von Phoenix zu bewerben. Da er jedoch nicht den Zuspruch erhielt, den er sich erhofft hatte, legte er diese Pläne im Herbst 2017 in die Schublade zurück.